# BURGER NUDS
BURGER NUDS（What is burger buds? バーガーナッズ）は、日本のスリーピースロックバンド。1999年に自由の森学園中学校・高等学校の同級生だった3人で結成され、2004年に新宿ロフトのラストライブを以て解散。リリースされたオリジナルアルバムは2003年発表の「symphony」1枚のみである。レーベルはART-SCHOOLの木下理樹などが所属していたTELESCOPE-LABEL。
2014年1月1日、公式サイトを開設し、6月21日に10年ぶりのライブを開催すると発表した。

## メンバー
- 門田匡陽（もんでん まさあき）ボーカル&ギター担当。
  - 1980年1月30日生まれ。東京都出身。Good Dog Happy Men、Poet-type.MのVo&G。内田とはBURGER NUDS以前にも同じバンドで活動していた。
- 丸山潤（まるやま じゅん）ベース担当。
  - 1980年2月19日生まれ。愛称は「丸潤」。
- 内田武瑠（うちだ たける）ドラム担当。
  - 1980年2月12日生まれ。Good Dog Happy Men(その後脱退)のDr。愛称は「タケル」。TELESCOPE LABELによる公式サイト（現在閉鎖）の日記では小島義則と名乗っていた。

## 特長
初期はパンクなどに影響された英詞の曲が存在し、COLD BURNは日本語に書き直されている。

## 交流
BUMP OF CHICKEN、Syrup16g、ART-SCHOOLなどと交流が深く、BUMP OF CHICKENにハイラインレコーズの委託情報を教えてもらったことが下北沢を中心に活動するきっかけになったと門田は語る。また彼らの主催ライブツアー「B.O.C. Presents BAUXiTE page1」にも参加した。

## ディスコグラフィー
CDレーベルのデザインは一貫しており、全て無地の盤面にバンド名とCDタイトルのみが表記されたシンプルなものになっている。2014年の再結成ライヴに伴い、長らく廃盤となっていた『LOW NAME』『線』『自己暗示の日』『kageokuri』『symphony』の5タイトルが新ジャケットで3作品として2014年4月2日に復刻リリースされた。。2017年6月7日に再結成後初のアルバム『Act或いはAct3』を発売し、名古屋、大阪、東京でレコ発ツアーを行った。

### 自主制作デモテープ
1. MERANCHOLY STRANGER(収録曲不明)
2. GROW TO BE A MAN(収録曲不明)
3. UNKNOWN･COLD BURN(収録曲不明)